# Lessokhimutxàstok
Lessokhimutxàstok (en rus: Лесохимучасток) és un poble (un possiólok) de l'óblast de Tambov, a Rússia, segons el cens del 2010 tenia 180 habitants.